# Федоров Віктор Іванович
Віктор Іванович Федоров (нар. 27 серпня 1928, Москва, СРСР — пом. 3 березня 1989, Москва, СРСР) — радянський футболіст та тренер, нападник. Відомий своїми виступами за клуби ВПС та ЦБЧА та керівництвом одеського СКА. Майстер спорту СРСР (1963), заслужений тренер УРСР (1963). Генерал-майор, один із двох радянських футболістів, поряд із Юрієм Нирковим, який дослужилися до звання генерала.

## Клубна кар'єра

### «Крила Рад»
Розпочав займатися футболом у тренера Володимира Блінкова на стадіоні Юних піонерів, що на Ленінградському проспекті в Москві, з іншого боку проспекту від стадіону «Динамо». У цей же період і час почав займатися футболом майбутній відомий форвард Сергій Коршунов, з яким Федоров майже всю кар'єру провів разом. Разом вони були призвані у другому повоєнному чемпіонаті до московської команди майстрів «Крила Рад».
У «Крилах» під керівництвом тренерів-педагогів Дангулова та Горохова тоді склався ансамбль із ветеранів на чолі з Петром Дементьєвим, які опікувалися юними футболістами: Федоровим, Коршуновим, Симоняном, Сагасті. Четверо останніх стали найкращими товаришами. Як згадував Сагасті:
|  | Що нас, абсолютно різних за характерами та уподобаннями, об'єднало, досі не можу зрозуміти. Адже конкурентами були за місце у складі. Тільки стали ми в якийсь момент — не розлий вода. Симонян і я, наприклад, дотримувалися найсуворішого режиму. А Коршунов з Федоровим могли легко відзначити перемогу. При цьому і за столом ми збиралися разом та веселилися від серця. Сергій — широка натура, великий веселун — був душею нашої компанії. Разом по десять ходили на «Волгу-Волгу», «Веселих хлопців», та на всі фільми, що виходили на екран. Потім копіювали їх персонажів, розігрували між собою побачені на екрані сценки. Часто відвідували театри, особливо Червоної Армії та оперети. |

10 липня 1946 року 18-річний Федоров вперше вийшов на поле у дорослому футболі, у рідному районі на стадіоні «Динамо», але його клуб поступився чемпіонам країни – московським динамівцям – 0:3. З 1947 року — гравець основного складу. 22 червня 1947 року відзначився першим голом у чемпіонатах країни — Володимиру Никанорову з чемпіонського ЦБЧА. Цей гол залишився єдиним голом Федорова у складі «Крил».
На Федорова претендували «Торпедо» (Москва) та ВПС. І якщо торпедівцям у переході було відмовлено, з посиланням на інструкцію Спорткомітету, то «льотчики» були щасливішими. Роком раніше вони дебютували в чемпіонаті СРСР і проводили кампанію масового залучення найкращих гравців країни, завдяки тому, що куратором клубу був головний голова Військово-повітряних Сил Московського військового округу Василь Сталін. У підсумку Федоров перейшов у ВПС, причому зробив це самовільно.
Команду «Крила Рад» розформували 1948 року, коли однойменне добровільно-спортивне товариство вирішило зосередити зусилля лише на одному футбольному клубі — з Куйбишева.

### ВПС
При переході до ВПС Федорову було надано звання старшини та вирішено матеріальні проблеми. Проте факт самовільного відходу з «Крил» не залишився поза увагою — керівник ЦЗ ДСО «Крила Рад» Петров поскаржився Аркадію Аполлонову, голові Спорткомітету 28 червня 1948 року:
|  | Федоров без відкріплення від нашого товариства, без дозволу Всесоюзного комітету перейшов у команду ВПС. Керівництво команди ВПС, знаючи, що прецедент такого характеру неприпустимо, зарахувало його до команди, і Федоров приступив до роботи… Тому просимо дати відповідну вказівку про повернення Федорова до нашої команди |

Аполлонов з аргументами Петрова погодився:
|  | Тренеру футбольної команди ВПС т. Гольдіна. Перехід Федорову до команди ВПС не дозволено. |

Цей факт лише відклав, але не скасував дебюту Федорова у складі «льотчиків», лобі керівників ВПС виявилося сильнішим за Спорткомітет. 13 серпня у 19-му турі Федоров вийшов за ВПС у Мінську і з того часу став гравцем основного складу.
13 жовтня 1948 року Федоров забив перший м'яч за ВПС, зрівняв рахунок у кубковому матчі з «Металургом», а в кінці того ж матчу вивів команду вперед, змусивши гравця суперника відзначитися автоголом. З того дня у складі «жовто-синіх» Федоров став одним з основних форвардів і штатним пенальтистом (не завжди щасливим) команди, відзначився 16 голами у чемпіонаті за сезони 1949 та 1950, хоча й дещо у тіні свого друга Сергія Коршунова, який у ті ж сезони забив 26 м'ячів. ВПС у чемпіонаті 1950 року ледве не завоював бронзові медалі, але відстав на 2 очки від «Динамо» (Тбілісі). Це досягнення сильно поступалося результатам хокейного клубу ВПС, який виграв 3 чемпіонські титули. Це не дуже влаштовувало Василя Сталіна і він часто викликав провідних футболістів ВПС — Боброва, Федорова, Коршунова для нічних «розмов по душах», що закінчувалися пиятикою, у свій особняк на Гоголівському бульварі.
Наступні два сезони 1951 та 1952 року для Федорова не задалися. У 1951 році він відзначився лише двома голами у всіх турнірах, а гол, який завершив кубковий розгром тбілістів у серпні 1951 року, взагалі виявився його останнім за клуб. ВПС за підсумками сезону 1952 року зайняв 11-е місце і вилетів із групи найсильніших.
5 березня 1953 року помер Йосип Сталін. 26 березня Василя Сталіна звільнили в запас, а 28 квітня — заарештували. У квітні в новій першості СРСР клуб ВПС участі не брав. У травні його розформували.

### МВО
Після ліквідації ВПС Федоров зробив кроки у справжній армійській кар'єрі — почав навчатися до Академії бронетанкових військ. Одночасно троє екс-«льотчиків»: Федоров, його друг Коршунов та майбутній олімпійський чемпіон Анатолій Ісаєв вирушили в іншу армійську команду — МВО, яка представляла Московський військовий округ, що була раніше командою міста Калініна. Клуб із квітня по травень клуб провів 6 матчів у першості СРСР і був розформований.

### «Торпедо»
Віктор Федоров опинився у московському «Торпедо». За автозаводців зіграв у 12 матчах із червня по вересень 1953 року. Натомість цей час зробити єдиний хет-трик — у ворота куйбишевців, які у другій половині цього сезону використовували назву «Зеніт». І виграти свої перші медалі – бронзові за 3-є місце у чемпіонаті країни.

### ЦБЧА
На початку 1954 року Федорова запросили на позицію лівого напівсереднього до відродженого клубу ЦБЧА, у свою чергу розформований двома роками раніше. Тут він грав під керівництвом Григорія Федотова, який працював помічником старшого тренера Григорія Пінаїчова та тренував молодих футболістів. Як згадував син Григорія — Володимир:
|  | — А чи пам'ятаєте батька на полі? — Ні, не памятаю. Тільки пізніше його бачив у грі – у матчах ветеранів. І на тренуваннях, коли він займався із футболістами ЦСКА. Як зараз, пам'ятаю вправи, у яких брав участь батько. Встановлював він, наприклад, десять м'ячів на лінії штрафного майданчика та бив по воротах Борису Разинському. Удар був не особливо сильним, але рідкісної точності: на замовлення батько відправляв м'яч у лівий верхній кут, у правий нижній, на висоті метра, впритул зі штангою… А до кінця тренування Віктор Федоров, Олександр Петров зазвичай просили: «Григорію Івановичу, покажіть клас». Вони йшли з м'ячами на фланги і звідти навішували до штрафного майданчика, а батько бив з льоту. Вражаюче, як він групувався, клав корпус, ловив м'яч так, що прикладалася нога щільно, і удар був потужний! У нас на тренуваннях теж може такий удар вийти раз-другий, але щоб поспіль серія — такого я з того часу ні в кого не бачив. Така досконалість — від природи, талант |

У ЦБЧА Федоров знову зустрівся з Коршуновим, тепер уже в останньому спільному для них клубі, причому обидва стали пенальтистами клубу. Тут Федоров вперше виграв у Коршунова очну суперечку за кількістю м'ячів за клуб за сезон (6:4). Більше того, випередив Федоров, незважаючи на свою позицію на полі «під нападниками», та інших форвардів ЦСКА, включаючи Бузунова та Ємишева, і став найкращим голеадором клубу в сезоні. Особливо вдалася Федорову літня кампанія, коли він забив чотири рази поспіль — спартаківцям Мінська, динамівцям, горьківським торпедівцям та тбілісцям. Для відродженого ЦДСА 6 місце в чемпіонаті країни стало успіхом.
У сезонах 1955 і 1956 Федоров знизив особисту статистику — 4 і 1 гол, зате командні результати підвищилися. В обох сезонах Федоров виграв із командою бронзові медалі, яких у нього тепер стало три, враховуючи ще одну, виграну у «Торпедо». У ЦБЧА в 1955 році Федоров виграв свій головний трофей — Кубок СРСР 1955. І хоча голів у цьому розіграші він не забивав, зробив свій значний внесок у перемогу, провів всі матчі турніру на полі, і, зокрема, почав комбінацію Федоров-Агапов-Бєляєв, що завершилася єдиним голом у ворота динамівців з Тбілісі в матчі чвертьфіналу. За перемогу Федоров, як й інші гравці ЦБЧА, отримав від міністра оборони Георгія Жукова нагороду – мисливську гвинтівку.
Граючи за ЦБЧА, продовжував навчатися у бронетанковій академії. Після завершення сезону 1956 року пішов з футболу, причому цього року відзначився 1 голом, зате в нетиповій для себе манері — несильним ударом головою (зазвичай він забивав сильними ударами здалеку) у переможному матчі (4:2) з екс-одноклубниками торпедівцями. У жовтні 1956 року провів останній матч за ЦБЧА.

## Кар'єра тренера
На початку 1963 року Федоров, який на той час вже став кадровим військовим й отримав звання майора, був призначений старшим тренером і начальником команди СКА (Одеса), при цьому він зосередився на організаційній роботі, а спортивними питаннями в основному займався його помічник Володимир Шемелєв. Перед клубом у сезоні поставлене завдання, незмінне вже 5 років: виграти 2-гу українську зону класу «Б» та вийти до класу «А». Завдання це було командою виконано, незважаючи на перенесення двох матчів на нейтральне поле через безчинства вболівальників на матчі з «Дніпровцем». СКА виграв зону за 4 тури до кінця, забив найбільше, пропустив найменше і випередив другу команду зони на 9 очок. У фіналі турніру за звання чемпіона УРСР СКА зустрівся з переможцем 1-ї української зони — вінницьким «Локомотивом» та виграв 1:0 та 2:0 у двох матчах, проведених у Києві. За підсумками успішного року Федоров отримав звання майстра спорту та заслуженого тренера УРСР.
Сезон 1964 року СКА з Федоровим на чолі зустрів у другій групі класу «А». Тут, як і роком раніше, армійська команда грала за новою системою розміщення гравців 4-2-4, так званою «бразильською системою», оскільки її застосовували дворазові чемпіони світу зі збірної Бразилії. У боротьбі з серйозними суперниками — «Карпатами», «Араратом», московським «Локомотивом», СКА одразу захопив перше місце на початку сезону і не відпускав майже до кінця як у попередній групі, так і в фінальній. Лише на самому фініші сезону СКА поступився першим місцем «Локомотиву», але головне завдання на сезон команда виконала, вперше в історії вийшла в першу групу класу «А». При цьому було досягнуто два унікальні рекорди для вітчизняних чемпіонатів. По-перше, СКА перейшов із третього за силою дивізіону до найсильнішого у мінімально можливий термін — два сезони. По-друге, одночасно з армійцями у вищий дивізіон зробили кроки їхні земляки з «Чорноморця», більше двох клубів з одного міста в один сезон такого не домагалися.
У сезоні 1965 року СКА стартував у першій групі класу «А». Дебют був затьмарений інцидентом, що стався у міжсезоння і вплинув на весь сезон. Під час святкування в одеському ресторані «Чорне море» гравці команди затіяли бійку з учасниками весілля, що відбувалося там же, зламали носа нареченому. У результаті до дев'яти гравців СКА було застосовано санкції, п'ятеро було дискваліфіковано та відраховано, а провідний півзахисник Василь Саригін отримав термін у два роки позбавлення волі. В умовах втрати провідних гравців та важкого морального клімату команда була приречена у найсильнішому дивізіоні, навіть незважаючи на запрошення до складу Олексія Мамикіна, учасника чилійського чемпіона світу. Мамикін провів за СКА лише 5 матчів і нічим не відзначився. Одеські армійці провально розпочали сезон, за перші 8 матчів забили зусиллями В'ячеслава Спиридонова лише один м'яч Леву Яшину, і провально його закінчили, з трьома перемогами у 32 матчах та 14 очками відриву від зони поза вильотом посіли останнє місце. Але в міжсезоння «у зв'язку з необхідністю розширення рамок внутрішнього календаря» склад учасників першої групи класу «А» сезону 1966 року розширили, й СКА залишився у найвищому дивізіоні. Федоров поступився місцем на тренерському містку Мамикіну, який починав тренерську кар'єру, та залишив спорт назавжди.

## Військова кар'єра
Після відходу зі СКА Віктор Федоров поступив на службу до Міністерства оборони. Дослужився до звання генерал-майора. Став лише другим і останнім радянським футболістом, який отримав звання генерала, першим був гравець повоєнного ЦБчА Юрій Нирков.
Помер 3 березня 1989 року. Похований на 25 ділянці Ваганьковського кладовища в Москві.

## Статистика виступів
| Клуб                 | Див               | Сезон             | Чемпіонат | Чемпіонат | Кубки | Кубки | Єврокубки | Єврокубки | Загалом | Загалом |
| Клуб                 | Див               | Сезон             | Матчі     | Голи      | Матчі | Голи  | Матчі     | Голи      | Матчі   | Голи    |
| -------------------- | ----------------- | ----------------- | --------- | --------- | ----- | ----- | --------- | --------- | ------- | ------- |
| «Крила Рад» (Москва) | А                 | 1946              | 1         | 0         | 0     | 0     | 0         | 0         | 1       | 0       |
| «Крила Рад» (Москва) | А                 | 1947              | 19        | 1         | 1     | 0     | 0         | 0         | 20      | 1       |
| «Крила Рад» (Москва) | Загалом           | Загалом           | 20        | 1         | 1     | 0     | 0         | 0         | 21      | 1       |
| ВПС                  | А                 | 1948              | 8         | 0         | 2     | 1     | 0         | 0         | 10      | 1       |
| ВПС                  | А                 | 1949              | 34        | 7         | 0     | 0     | 0         | 0         | 34      | 7       |
| ВПС                  | А                 | 1950              | 35        | 9         | 4     | 1     | 0         | 0         | 39      | 10      |
| ВПС                  | А                 | 1951              | 28        | 1         | 5     | 1     | 0         | 0         | 33      | 2       |
| ВПС                  | А                 | 1952              | 10        | 0         | 1     | 0     | 0         | 0         | 11      | 0       |
| ВПС                  | Загалом           | Загалом           | 115       | 17        | 12    | 3     | 0         | 0         | 127     | 20      |
| МВО                  | А                 | 1953              | 3         | 0         | 0     | 0     | 0         | 0         | 3       | 0       |
| МВО                  | Загалом           | Загалом           | 3         | 0         | 0     | 0     | 0         | 0         | 3       | 0       |
| «Торпедо»            | А                 | 1953              | 12        | 4         | 0     | 0     | 0         | 0         | 12      | 4       |
| «Торпедо»            | Загалом           | Загалом           | 12        | 4         | 0     | 0     | 0         | 0         | 12      | 4       |
| ЦБЧА                 | А                 | 1954              | 24        | 6         | 3     | 0     | 0         | 0         | 27      | 6       |
| ЦБЧА                 | А                 | 1955              | 22        | 4         | 4     | 0     | 0         | 0         | 26      | 4       |
| ЦБЧА                 | А                 | 1956              | 22        | 1         | 0     | 0     | 0         | 0         | 22      | 1       |
| ЦБЧА                 | Загалом           | Загалом           | 68        | 11        | 7     | 0     | 0         | 0         | 75      | 11      |
| Усього за кар'єру    | Усього за кар'єру | Усього за кар'єру | 218       | 33        | 20    | 3     | 0         | 0         | 238     | 36      |

## Досягнення

### Командні

#### Як гравця
ВПС
- Приз Всесоюзного комітету СРСР
  -  Срібний призер (1): 1952

«Торпедо»
- Чемпіонат СРСР
  -  Бронзовий призер (1): 1953

ЦБЧА
- Кубок СРСР
  -  Володар (1): 1955

- Чемпіонат СРСР
  -  Бронзовий призер (2): 1955, 1956

#### Як тренера
СКА (Одеса)
- Чемпіонат УРСР
  -  Чемпіон (1): 1963

- Друга група класу «А»
  -  Срібний призер (1): 1964